# Bloomfield (New Jersey)
Bloomfield è una città degli Stati Uniti d'America, nella contea di Essex, nello Stato del New Jersey.
È stata costituita come comune a sé nel 1812 distaccandosi dalla township di Newark. Deve il suo nome a quello di un governatore del New Jersey, Joseph Bloomfield.